# 1234 Еліна
1234 Еліна (1234 Elyna) — астероїд головного поясу, відкритий 18 жовтня 1931 року.
Тіссеранів параметр щодо Юпітера — 3,226.